# Kvarntjärnen (Lycksele socken, Lappland, 717174-165049)
Kvarntjärnen är en sjö i Lycksele kommun i Lappland och ingår i Umeälvens huvudavrinningsområde.